# Kotilammi
Kotilammi eller Kotilampi är en sjö i Finland. Den ligger i kommunen Storkyro i landskapet Österbotten, i den sydvästra delen av landet, 300 km norr om huvudstaden Helsingfors. Kotilammi ligger 42 meter över havet. Arean är 1,04 kvadratkilometer och strandlinjen är 13,45 kilometer lång. Sjön  ingår i Kyro älvs huvudavrinningsområde.   Den  ingår i Kyro älvs huvudavrinningsområde.  I omgivningarna runt Kotilammi växer i huvudsak blandskog.